# Pecq
Pecq este o comună francofonă din regiunea Valonia din Belgia. La 1 ianuarie 2008 avea o populație totală de 5.340 locuitori. 

## Geografie
Comuna actuală Pecq a fost formată în urma unei reorganizări teritoriale în anul 1977, prin înglobarea într-o singură entitate a cinci comune învecinate. Suprafața totală a comunei este de 32,91 km². Comuna este subdivizată în secțiuni, ce corespund aproximativ cu fostele comune de dinainte de 1977. Acestea sunt:
| - I. Pecq - II. Warcoing - III. Hérinnes - IV. Obigies - V. Esquelmes |

Localitățile limitrofe sunt:
| - Comuna Celles: - a. Pottes - b. Molenbaix - Comuna Tournai: - c. Mont-Saint-Aubert - d. Kain - e. Ramegnies-Chin - Comuna Estaimpuis: - f. Bailleul - g. Estaimbourg - h. Saint-Léger - Comuna Mouscron - i. Dottignies - Comuna Spiere-Helkijn - j. Spiere |

## Localități înfrățite
- Franța: Manéglise.